# Бансури
Ба́нсури, бансули (санскр. bansi — бамбук) — различные флейты, распространённые в традиционном и классическом музицировании хиндустанцев (север Индостана). Изготавливаются из стебля бамбука. На инструменте располагается 6—8 отверстий на верхней стороне и одно отверстие на нижней. Различают продольные открытые или свистковые бансури и поперечные концертные бансури. Продольная обычно используется в народной, поперечная — в индийской классической музыке.

## История
Древний музыкальный инструмент, ассоциируемый с пастухами и их традициями, он тесно связан с историей Кришны и Радхи, а также запечатлён в произведениях буддийской живописи, созданных около 100 года н. э. Бансури под названием вену (IAST: veṇu) почитается как божественный инструмент Кришны и часто ассоциируется с Раса-лилой; в мифологии упоминается, как мелодии, исполняемые Кришной на флейте, привлекали и очаровывали не только женщин, но и животных. Североиндийская бансури, обычно 14-ти дюймов в длину, традиционно использовалась также в качестве инструмента для аккомпанемента, например, в музыке к фильмам.
Пандит Панналал Гхош (1911—1960) смог превратить бансури из обычного народного инструмента в инструмент серьёзной классической музыки. Он экспериментировал с длиной, диаметром и количеством отверстий бансури и пришёл к выводу, что более длинные и широкие в диаметре бансури позволяют лучше использовать низкие октавы.

## Изготовление
Изготовление бансури представляет собой целое искусство. Бамбук, годный для создания бансури, должен обладать сразу несколькими качествами: иметь тонкие стенки, быть прямым с единообразным круглым поперечным сечением и длинными междоузлиями. Так как трудно найти стебли бамбука, отвечающие всем этим требованиям, то хорошие бансури редки и дорогостоящи. Подходящие виды бамбука (например вида Pseudostachyum) свойственны лесам Ассама и Кералы.
После подбора подходящих образцов бамбук выдерживается, чтобы позволить природным смолам укрепить его древесину. Затем один конец бамбука затыкается пробкой, и прожигают отверстие для дутья. Отверстия для пальцев постепенно прожигаются раскалёнными прутьями, но не высверливаются, так как это может нарушить целостность ствола бамбука. Размещение отверстий для пальцев определяется измерением внутреннего и наружного диаметра ствола бамбука и дальнейшим использованием специальной формулы. После того как все отверстия готовы, бансури погружается в раствор антисептических масел, после чего очищается, высушивается и обвязывается шёлковыми или нейлоновыми шнурами одновременно в целях декорации и защиты от термического воздействия.

## Игра на бансури

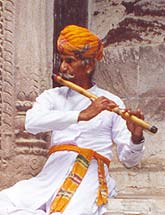
Игра на бансури

Бансури варьируются в длине от 12 дюймов (называются мурали) до 40 дюймов (шанкха-бансури). От длины и толщины бансури зависит и её настрой — чем она длиннее, тем более низкие звуки можно из неё извлечь. Тональность бансури определяется по суре Са — на бансури эта свара звучит при зажимании трёх ближних отверстий. Наиболее распространены 20-дюймовые модели. Для игры на бансури с шестью отверстиями используются указательные, средние и безымянные пальцы обеих рук. Если же число отверстий равно семи, то используется и мизинец одной из рук.
Традиционно в Индийской классической музыке игра на бансури сопровождается аккомпанементом из танпуры и табла.

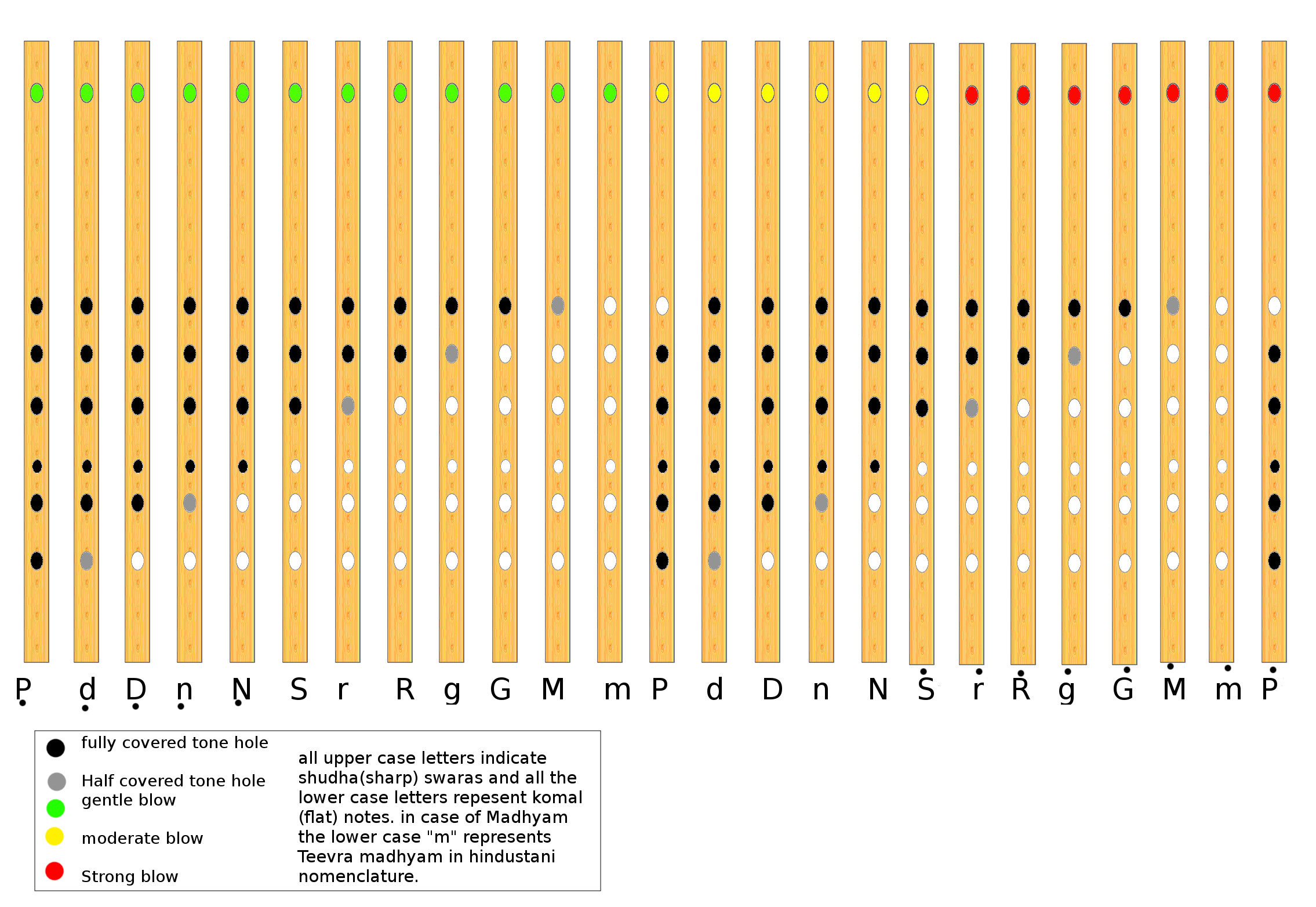
Схема расположения нот (сур) на бансури

Звук в бансури, как и в прочих духовых инструментах, рождается колебаниями столбика воздуха внутри инструмента. Длина этого столбика варьируется в зависимости от закрывания или оставления открытыми различных отверстий бансури. Иногда отверстия закрываются лишь наполовину для создания бемольных или диезных нот. Существуют специальные приёмы по закрытию отверстий на инструменте. Наиболее популярны из них стили Панналала Гхоша (закрытие отверстий самыми кончиками пальцев) и Харипрасада Чаурасии (закрытие подушечками пальцев). Высота звука также определяются манипуляциями с мундштуком и передуванием (более сильным вдуванием воздуха). Важен и выбор позы для игры, так как часто надо играть несколько часов.
В число известных мастеров игры на бансури входят Панналал Гхош, Харипрасад Чаурасия, Виджай Рагхав Рао, Девендра Мурдешвар, Рагхунатх Сет и другие.